# 미녀마법사 사브리나
미녀마법사 사브리나(Sabrina, the Teenage Witch)는 미국에서 1996년 9월 7일부터 2003년 4월 24일까지 방영된 청춘 시트콤이다.

## 캐스트
- 김수경(처음)/최덕희(중반)/은영선(후반) - 사브리나(멜리사 조안 하트)
- 장유진 - 젤다(베스 브로더릭)
- 성선녀 - 힐다(캐럴라인 레아)
- 오세홍 - 살렘(닉 바케이)
- 강수진 - 하비(네이트 리처트)